# Tadeusz Stasiak (bokser)
Tadeusz Stasiak (ur. 11 lipca 1920 w Łodzi,  zm. 27 września 1984 w Łodzi) – polski bokser.

## Życiorys
Rozpoczął karierę sportową w 1937 roku, w rodzinnym mieście, w klubie IKP Łódź. 
Po zakończeniu działań wojennych, szermierkę na pięści wznowił w klubie ŁKS Łódź, następnie walczył w barwach Zrywu Łódź i Związkowca Łódź w którym to pozostał do zakończenia swoich występów ringowych. Startując w mistrzostwach Polski, wywalczył mistrzostwo w 1946 w wadze muszej, oraz brązowy medal w 1947 roku, w tej samej kategorii. W latach 1946/47 i 1947/48 dwukrotnie dla ŁKS-u wywalczył drużynowe mistrzostwo Polski.
Pochowany na cmentarzu komunalnym Zarzew w Łodzi. (Kw. XXXVII, rz. 6, g. 14).